# 博斯納島
66°27′S 110°36′E / 66.450°S 110.600°E
博斯納島（英語：Bosner Island）是南極洲的島嶼，位於威爾克斯地，屬於風車群島的一部分，長0.5公里，根據美國海軍拍攝空中照片繪入地圖，現時由南極條約體系管理。